# Upynikė
Upynikė je řeka v Litvě, v Žemaitsku, levý přítok řeky Trišiūkštė. Protéká okresy Raseiniai v Kaunaském kraji, Tauragė a Jurbarkas v Tauragėském kraji. Pramení na jižním úbočí Kryžkalnisu, při dálnici A1/E85, 1 km na jihovýchod od vsi Kryžkalnis. Teče převážně směrem jižním, pouze poslední část dolního toku směrem jihozápadním. Převážná část řeky (dolní tok) teče v okrese Jurbarkas. Do řeky Trišiūkštė se vlévá u vsi Būkintlaukis, 9 km na jihojihovýchod od Skaudvilė jako její levý přítok 3,9 km od jejího ústí do řeky Šešuvis. Průměrný spád je 370 cm/km.

## Přítoky
- Levé:

| Hydrologické pořadí | Řeka      | Délka (km) | Povodí (km²) | Vzdálenost od ústí (km) | Ústí kde  | Koordináty ústí |
| ------------------- | --------- | ---------- | ------------ | ----------------------- | --------- | --------------- |
| 16010791            | Gilvitinė | 7,8        | 8,4          | 16,7                    | Guikaliai |                 |

- Pravé:

| Hydrologické pořadí | Řeka | Délka (km) | Povodí (km²) | Vzdálenost od ústí (km) | Ústí kde    | Koordináty ústí |
| ------------------- | ---- | ---------- | ------------ | ----------------------- | ----------- | --------------- |
| 16010792            | Molė | 4,3        | 6,3          | 8,4                     | Sniegoniškė |                 |

## Obce při řece
Paeglynis, Rekošaičiai, Lygiai, Guikaliai, Papušyniai, Očikiai, Brūžaičiai, Gilvičiai, Bokšeiniai, Sniegoniškė, Kubiliškė, Lybiškiai, Būkintlaukis

## Komunikace, vedoucí přes řeku
Cesta Paeglynis – Rekošaičiai, silnička Užkalniai – Rekošaičiai (2x), silnice Nemakščiai – Skaudvilė, Nemakščiai – Lybiškiai, železniční trať Radviliškis – Tilžė, silnice č. 198 Skaudvilė – Jurbarkas.

## Flora a fauna
- U vsi Gilvičiai na břehu řeky byl zaznamenán výskyt modráska očkovaného (Maculinea teleius )[6] (červená kniha)